# Quanyang (köpinghuvudort i Kina, Jilin Sheng, lat 42,35, long 127,55)
Quanyang är en köpinghuvudort i Kina. Den ligger i provinsen Jilin, i den nordöstra delen av landet, omkring 260 kilometer sydost om provinshuvudstaden Changchun. Antalet invånare är 35 106. Befolkningen består av 17 426 kvinnor och 17 680 män. Barn under 15 år utgör 9,0 %, vuxna 15-64 år 74 %, och äldre över 65 år 15,0 %.
Runt Quanyang är det ganska glesbefolkat, med 48 invånare per kvadratkilometer. Närmaste större samhälle är Songjianghe, 19,2 km söder om Quanyang. I omgivningarna runt Quanyang växer i huvudsak blandskog.
Genomsnittlig årsnederbörd är 1 173 millimeter. Den regnigaste månaden är juli, med i genomsnitt 281 mm nederbörd, och den torraste är januari, med 12 mm nederbörd.